# Губин, Владимир Андреевич
Влади́мир Андре́евич Гу́бин (1934—2003) — русский советский писатель

.

## Биография и творчество
Родился 20 мая 1934 года в Ленинграде. После окончания школы служил в армии на Дальнем Востоке. Всю жизнь, начиная с 1960 года, проработал в системе Ленгаза, был слесарем, мастером, начальником участка, начальником штаба гражданской обороны.
Ещё до призыва в армию начал писать прозу, занимался в лито при ДК Профтехобразования под руководством Давида Дара. В армии сотрудничал в газете военного округа. В 1958 году опубликовал рассказ в газете «Труд» и в том же году победил в конкурсе Всесоюзного радио на лучший рассказ. До 1961 года его рассказы регулярно появлялись в эфире. Печатался в альманахе «Молодой Ленинград», журнале «Простор» (Алма-Ата), газете «Строительный рабочий».
В начале 1960-х гг. вместе с Б. Вахтиным, В. Марамзиным и И. Ефимовым основал литературную группу «Горожане». В 1964 году его рассказы и две повести («Женька с иной планеты» и «Цвет неба») вошли в составленный участниками группы сборник, из-за отказа в публикации распространявшийся в самиздате. Вместе с другими «горожанами» В. Губин участвовал в публичных чтениях. С 1978 года публиковался в эмигрантском журнале «Эхо», а после 1990 года в самиздатском журнале «Сумерки», в журнале «Звезда» и альманахе «Камера хранения». Повесть «Илларион и Карлик», над которой писатель работал 15 лет, вышла отдельной книгой в 1997 году. Умер 25 января 2003 года.

## Критика
«„Илларион и Карлик“ писался начиная с 1981-го и до прошлого, 1996 года, буквально вплоть до последней издательской корректуры, переписываясь, ужимаясь, уплотняясь — в неистребимой и неутолимой тоске по совершенству текста. И в неискоренимой верности тому взгляду на язык, что в конце 1950-х — начале 1960-х гг. обрели, оглянувшись, несколько молодых ленинградских писателей. Этот взгляд на язык, эта традиция вывернутого, сдвинутого, орнаментального слова, загоняющего смысл в невозможность никому и ничему служить, кроме себя самого …» (Олег Юрьев)

## Книги
- Илларион и Карлик: Повесть о том, что… / Послесловие О. Юрьева. — СПб.: Камера хранения, 1997. — 128 с.